# Muxaluando
Muxaluando é uma cidade e comuna angolana, sede do município de Nambuangongo, localizada na província do Bengo.